# جيك أنجلي
جيك أنجلي (بالإنجليزية: Jake Angeli) (اسم الولادة: جاكوب أنتوني أنجلي تشانسلي؛ وُلِد حوالي العام 1988) ويُعرف أيضًا باسم «كيو أنون شامان» و«كيو شامان» و«يلوستون وولف». من أصحاب نظريات المؤامرة وممثل ومؤلف وناشط أمريكي شارك في اقتحام كابيتول الولايات المتحدة 2021. مؤيد للرئيس السابق دونالد ترامب ومؤيد لنظرية المؤامرة «كيو أنون».
شارك أنجلي بصفته ناشطًا في تظاهرات في منطقة فينيكس منذ عام 2019 على أقل تقدير. حضر مسيرات تروج لمختلف نظريات المؤامرة وداعمة لدونالد ترامب والبيئة، وتظاهر ضد مسيرات حركة «حياة السود مهمة». وقد نشر كتابين له بشكل شخصي.
بعد التقاط الصور لأنجلي أثناء اقتحام الكابيتول، أُلقي القبض عليه في 9 يناير بتهم فيدرالية هي «الدخول أو المكوث ضمن أي مبنى أو أراضي محظورة بمعرفة مسبقة بدون إذن قانوني، والدخول عنوة وبعنف والسلوك المخل بالنظام على أراضي الكابيتول».

## النشأة
ولد جيك أنجلي حوالي العام 1988، والدته مارثا تشانسلي. التحق بمدرسة مون فالي الثانوية في فينيكس، أريزونا، ومن ثم كلية غلانديل المجتمعية حيث أتمَّ بعض الدورات الدراسية في علم النفس والدين والفلسفة وصناعة الخزف.

## الحياة المهنية

### الخدمة البحرية
التحق أنجلي في بحرية الولايات المتحدة في 26 سبتمبر 2005. وبعد إتمامه معسكر التدريب والتمرن ككاتب لشؤون الإمدادات، عُيِّن على متن حاملة طائرات يو إس إس كيتي هوك في مارس 2006. وفي مرحلة معينة، رفض أخذ لقاح الجمرة الخبيثة وكان من المقرر فصله من البحرية. في 29 سبتمبر 2007 ، أُرسِل إلى وحدة شؤون الموظفين المؤقتين في بيوجت ساوند في ولاية واشنطن، وانتهت إجراءات خروجه من البحرية في 11 أكتوبر. وبعد خدمة سنتين و15 يومًا، كانت رتبته النهائية هي أمين مستودع متدرب بحار.

### أنشطة أخرى
يقول أنجلي أنه عمل قبل نشاطه السياسي كممثل ومؤدي صوتي، ويحتفظ بملف تعريف على الموقع الإلكتروني لمجلة باكستايج. نشر أنجلي بشكل شخصي كتابين: الإرادة والقوة: داخل المكتبة الحية (المجلد 1) في عام 2017، ووقعه بالاسم القلمي لوون وولف؛ وعقل واحد على حدة: حالة عميقة من الوهم (بالإنجليزية: One Mind at a Time: A Deep State of Illusion) الذي نُشر في عام 2020 تحت اسم جاكوب أنجلي. أنتج وروى 11 فيديو يتبنى مختلف نظريات المؤامرة ورفعها إلى منصة رامبل في أواخر عام 2020.

### ناشط
كان أنجلي من مؤيدي دونالد ترامب، لديه جمهور على وسائل التواصل الاجتماعي، وحضر مسيرات داعمة لحركة «كيو أنون» معظمها في فينيكس وما حولها. في مختلف التجمعات في أريزونا، هتف حول نظريات مؤامرة كيو أنون وحمل لافتة تقول «كيو أرسلني».
قبل حضوره التجمعات اليمينية المتطرفة، لوحظ أنجلي عام 2019 لاحتجاجه بشكل متكرر وحيدًا خارج كابيتول أريزونا معتنقًا نظريات مؤامرة مختلفة. عُرف عنه أنه ممارس للشامانية عند حضوره احتجاج بشأن النشاط المناخي في أريزونا. وصرّح لصحيفة ذا أريزونا ريببليك في أوائل عام 2020 بأنه بدأ ارتداء قبعة الفراء المميزة وطلاء وجهه لجذب الانتباه حتى يتسنى له بعد ذلك التحدث عن كيو أنون و «حقائق أخرى»؛ في 2021 أطلق على ملابسه اسم زيّ «شامان». ظهر في احتجاج حياة السود مهمة في منطقة فينيكس من أجل نشر نظرية المؤامرة كيو أنون. تظاهر ضد إغلاقات كوفيد-19 في أريزونا.
في أعقاب الانتخابات الرئاسية للولايات المتحدة عام 2020، تركزت احتجاجات أنجلي على الطعن في نتائج التصويت في أريزونا. خيّم خارج محكمة مقاطعة ماريكوبا أثناء عملية فرز الأصوات، وألقى خطابًا هناك أمام اجتماع حاشد في 7 نوفمبر، وهو اليوم الذي أعلن فيه الرئيس المنتخب جو بايدن فوزه، مصرّحًا «إن هذه الانتخابات لم تتم الدعوة لها، لا تصدقوا تلك الكذبة! لقد قُبِض عليهم متلبسين، ونحن في طريقنا إلى المحكمة العليا! دائمًا ما يبدو ترامب على وشك الخسارة. لكنه يفوز بعد ذلك».

## القضايا القانونية

### المشاركة في اقتحام الكابيتول
كشفت سجلات المحكمة أن أنجلي أخبر مكتب التحقيقات الفيدرالي أنه سافر إلى الكابيتول «كجزء من جهد جماعي مع 'وطنيين' آخرين من أريزونا بناء على طلب الرئيس بقدوم جميع 'الوطنيين' إلى العاصمة في 6 يناير 2021».
أثناء اقتحام كابيتول الولايات المتحدة عام 2021 في 6 يناير، دخل أنجلي إلى طابق مجلس الشيوخ الأمريكي في الكابيتول مرتديًا زيّه الشاماني مع غطاء رأس مصنوع من الفراء وطلاء الحرب باللون الأحمر والأبيض والأزرق وحاملًا رمحًا بطول ستة أقدام (1.8 متر). صُوّر واقفًا على المنصة المرتفعة أمام كرسي نائب الرئيس مايك بنس ما منحه اهتمامًا كبيرًا من جانب وسائط الإعلام. وقال في وقت لاحق إن الشرطة منعت الجمهور من الدخول في البداية، لكنها سمحت لهم على وجه التحديد بالدخول.
قُبيل دخول المتظاهرين المبنى، دعا أنجلي مثيري الشغب إلى التوقف والانضمام إليه في الصلاة مرددًا: «شكرا إلهي للسماح للولايات المتحدة أن تولد من جديد. نحبك ونشكرك. باسم المسيح المقدس، نصلي». بعد الشغب ، صرّح أنجلي للصحفيين «إن حقيقة إجبارنا لحفنة من الخونة في مناصبهم على الانحناء محتمين ووضع أقنعة الغاز والتراجع إلى مخبئهم تحت الأرض، يُعتبر نصرًا بنظري».
في 8 يناير، عُمِّم أنجلي كشخص مشتبه من قِبل شرطة واشنطن العاصمة. وفي مقابلة أجريت معه عندما كان مطلوبًا، قال أنجلي إنه يعتقد أنه لم يفعل شيئًا خاطئًا، مصرحًا لقناة إن بي سي: «يا صاح! لقد عبرت بابًا مفتوحًا على مصراعيه». في 8 يناير، قال أنجلي لقناة كيه إن بّي إكس أنه «لم يكن قلقًا» بشأن التهم المحتملة. لا من سجل جنائي لأنجلي في أريزونا قبل المشاركة في أعمال الشغب.
في 9 يناير، أُلقيَ القبض على أنجلي بتهم فيدرالية أمريكية «الدخول أو المكوث ضمن أي مبنى أو أراضي محظورة بمعرفة مسبقة بدون إذن قانوني، والدخول عنوة وبعنف والسلوك المخل بالنظام على أراضي الكابيتول». ونقل عن عميل خاص تابع لشرطة الكابيتول قوله إنه اشتبه بأنجلي من «زيّه الفريد ووشومه الواسعة التي تغطي ذراعيه والجانب الأيسر من جذعه». تحدث أنجلي طواعية إلى مكتب واشنطن الميداني التابع لمكتب التحقيقات الفيدرالي قبل إلقاء القبض عليه. وأفيد بأن أنجلي رفض تناول الطعام لأن الطعام المقدم لم يكن عضويًا. بعد ذلك، أصدرت المحكمة قرارًا يقضي بتقديم الطعام العضوي له. ضمن دعوى قضائية في 14 يناير، قال المدعون العامون الاتحاديون إن أنجلي ترك مذكرة على مكتب بنس في غرفة مجلس الشيوخ تقول «إنها مسألة وقت فقط، العدالة آتية».

## المعتقدات
صرّح أنجلي عن اعتقاده بأن أجهزة التلفزيون وأجهزة الراديو تبث «ترددات محددة للغاية غير مسموعة و تؤثر على موجات الدماغ». أعرب أنجلي أيضًا عن اعتقاده بمؤامرة بلدربيرغ وأن الماسونيين صمموا واشنطن العاصمة وفقًا «لخطوط لاي» التي تضخم الحقل المغناطيسي للأرض. وفي سياق النظر في اقتحام الكابيتول ، قال أنجلي: «ما فعلناه في 6 يناير كان تطورًا طرأ على الوعي من نواحٍ عديدة، لأننا أثناء مسيرنا في الشارع على امتداد خطوط لاي هاتفين 'يو إس إيه' أو أشياء مثل 'الحرية'... كنا في الواقع نؤثر على عالم الكم»
عندما سئلت مارثا شانسلي عن آراء ابنها في 2021، قالت لقناة إي بي سي15 أريزونا « إن الأمر يتطلب الكثير من الشجاعة لكي تصبح وطنيًا».
زعم المدعون العامون أن أنجلي يعتقد أنه كائن فضائي أو كائن أعلى، ومن المقدر له أن يعرج إلى واقع آخر.